# Донька диму й кісток
«Дочка диму та кісток» — це фентезійний роман, написаний Лейні Тейлор. Вийшов у вересні 2011 року в Hachette Book Group, філією Little, Brown and Company. Історія розповідає про Кару, сімнадцятирічну дивачку з блакитним волоссям, що вивчає мистецтво в Празі. Її виховали химери, істоти, які мають риси як тварин, так і людей. Химери, з якими вона живе, вимагають зуби в обмін на бажання та посилають Кару приносити їм ці зуби. Під час вилазки за зубами в Марокко на Кару нападає серафим Аківа, який знає, для чого насправді вони використовуються, й хоче покласти край цій бридкій зуботоргівлі.  Universal Pictures придбала права на екранізацію у 2011, але станом на 2025 рік новин немає. 
«Донька диму й кісток» — перша книга трилогії.  Друга книга, «Дні крові та зоресяйва», вийшла 6 листопада 2012 року.  Третя та остання книга, «Сни богів та монстрів», вийшла 8 квітня 2014 року.  Український переклад першої книги запланований на 2025 рік у Vivat. 

## Синопсис
Кару, 17-річна студентка художнього коледжу в Празі  займається своїм повсякденним життям, відвідуючи заняття та проводячи час зі своєю найліпшою подругою Зузаною, і всяк уникає свого колишнього хлопця Казимира. Ми дізнаємося, що Кару виховували химери, ⁣що живуть в майстерні бажань, двері якої відчиняються у різні міста. Майстерня належить Брімстоуну, химері з баранячою головою, який править їй за батька. Одного дня він викликає Кару для термінового завдання: принести йому зуби, цього разу – тваринячі. Кару не знає, для чого він їх використовує, а оплату отримує намистинами бажань. Коли вона повертається до майстерні через портальні двері, то виявляє на них випалений чорний слід від руки. По всьому світу двері Брімстоуна тепер позначені випаленою рукою. Це зробив Аківа, один із серафимів, що воюють з химерами.
Кару вирушає до Марокко, щоб купити людські зуби у старого розкрадача могил Ізиля, якого зігнуло тягарем знань. Аківа, який саме прилетів в Марокко поставити мітку на порталі, спостерігає за цією оборудкою й дивується, чому така прекрасна дівчина робить для Брімстоуна його брудну роботу. Він нападає на Кару, але та відбивається й тікає крізь портальні двері. У майстерні Кару вперше бачить її підземну частину, як знаходиться деінде. Розлютований Брімстоун виганяє її з майстерні, попри те, що Кару серйозно поранена. Кару повертається у свою празьку квартиру.
Відрізана від майстерні, Кару подорожує світом у звичайний спосіб, щоб дізнатися, що сталося з її химерами як потрапити назад до них. Коли Кару повертається в Прагу на виступ подруги, її знову знаходить Аківа. Його цікавить звідки в неї на шиї прикраса у формі пташиної кістки, і як це пов'язано з бажанням, яке він загадав багато років тому. Поки вони розмовляють на Карловому мосту, на них нападають інші ангели, й Кару доводиться тікати. Вони зустрінуться з Аківою в тому місці, де вперше зустрілися і він нарешті відповість на її питання. 

## Прийняття
«Донька диму й кісток» отримала позитивні відгуки критиків. The New York Times заявила, що хоча вони були розчаровані тим, що це не самостійна книга, описи та мовленнєвий стиль компенсували це, і вони прочитають наступну книгу в серії.  Kirkus Reviews зазначили, що роман «занадто покладався на спеціальні вигадки», але також були вражені стилем.  Publishers Weekly поставили роману високу оцінку, назвавши його «філігранно написаним і з прекрасним темпом». 

## Екранізація
Компанія Universal Pictures придбала права на екранізацію.    18 грудня 2012 року було оголошено, що продюсером фільму буде Джо Рот.  Стюарта Бітті було призначено сценаристом,  а потім Майкла Ґрейсі — режисером.  Однак станом на 2025 рік жодного фільму так і не було знято.
1. ↑  Internet Speculative Fiction Database — 1995.
2. 1 2  Kit, Borys (14 листопада 2011). Universal Nabs Rights to 'Daughter of Smoke & Bone' Adaptation. The Hollywood Reporter.
3. ↑  Dreams of Gods & Monsters. Little, Brown Books for Young Readers. April 2014.
4. ↑  📗 Книга «Донька диму й кісток» Лейні Тейлор у Vivat. vivat.com.ua (укр.). Процитовано 1 серпня 2025.
5. ↑  Lee, Stephan (14 грудня 2011). Film rights for 'Daughter of Smoke & Bone' acquired by Universal Pictures. Entertainment Weekly. Процитовано 23 лютого 2020.
6. ↑  Daughter of Smoke and Bone на сайті IMDb (англ.)
7. ↑  Fleming, Mike Jr. (18 грудня 2012). Universal Taps 'Huntsman's Joe Roth for 'Daughter of Smoke & Bone'. YAHOO!. Процитовано 20 грудня 2012.
8. ↑  Kroll, Justin (14 березня 2013). Stuart Beattie to Pen 'Daughter of Smoke and Bone'. Variety. Процитовано 23 лютого 2020.
9. ↑  Kroll, Justin (3 грудня 2013). Universal Taps Michael Gracey to Direct ‘Daughter of Smoke and Bone’. Variety. Процитовано 23 лютого 2024.